# H crocheté hameçon
Le h crocheté rétroflexe est une lettre additionnelle de l’alphabet latin et un symbole phonétique utilisé dans certains ouvrages linguistiques. Il est composé d’un h avec une crosse et un hameçon.

## Utilisation

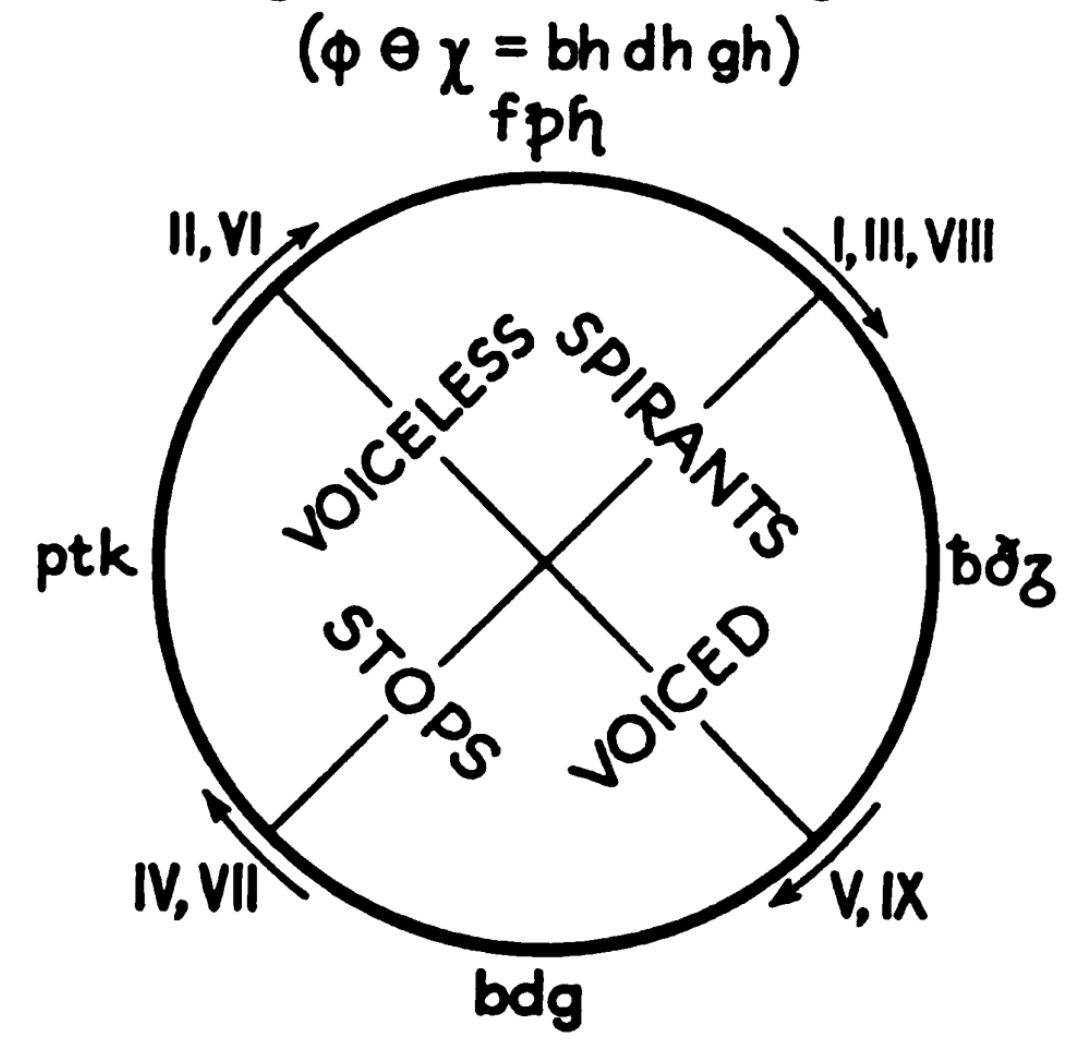
Diagramme des consonnes dans Prokosch 1939.

Eduard Prokosch utilise le h crocheté hameçon dans l’article « Die Indogermanische » publié en plusieurs parties publié de 1918 à 1919 dans la revue Modern Philology (en), ou encore dans A comparative Germanic grammar publié en 1939.

## Représentation informatique
Le h crocheté hameçon rétroflexe n’a pas été codé dans un codage standard.

## Sources
- (de) Eduard Prokosch, « Die Indogermanische Media Aspirata. I », Modern Philology, vol. 15, no 10,‎ février 1918, p. 621-628 (DOI 10.1086/387157 , JSTOR 432840)
- (de) Eduard Prokosch, « Die Indogermanische Media Aspirata. II », Modern Philology, vol. 16, no 2,‎ juin 1918, p. 99-112 (DOI 10.1086/387180 , JSTOR 433177)
- (de) Eduard Prokosch, « Die Indogermanische Media Aspirata. III », Modern Philology, vol. 16, no 6,‎ octobre 1918, p. 325-336 (DOI 10.1086/387202 , JSTOR 433214)
- (de) Eduard Prokosch, « Die Indogermanische Media Aspirata. IV », Modern Philology, vol. 16, no 10,‎ février 1919, p. 543-552 (DOI 10.1086/387223 , JSTOR 433072)
- (en) Eduard Prokosch, A comparative Germanic grammar, Philadelphia, Linguistic Society of America, University of Pennsylvania, 1939 (HathiTrust, Archive.org)
- (en) Geoffrey K. Pullum et William A. Ladusaw, Phonetic Symbol Guide, Chicago ; London, The University of Chicago Press, 1996, 2e éd., 320 p. (ISBN 0-226-68535-7, lire en ligne)